# LIVVIA
올리비아 소멀린(Olivia Somerlyn, 1994년 6월 4일 ~ )은 미국의 가수이며, 예명 리비아(LIVVIA)로 활동하고 있다.

## 음반 목록

### EP
- Olivia Somerlyn (2010)